# Model Behavior (90210)
Model Behavior is de zesde aflevering van het eerste seizoen van de televisieserie 90210, die voor het eerst werd uitgezonden op 30 september 2008. Bij de Amerikaanse première werd de aflevering bekeken door 3.200.000 kijkers.

## Verhaal
Adrianna ontkent dat ze een drugsverslaving heeft en ook Constance kan het moeilijk geloven. Ondertussen zijn ze er allebei van overtuigd dat Annie haar rol heeft afgepakt en bereiden een wraakplan voor. Annie heeft ondertussen haar eigen problemen, aangezien ze haar best doet Ty te negeren. Ze is er namelijk nog steeds van overtuigd dat hij het bed heeft gedeeld met Adrianna.
Naomi is vastberaden haar ouders weer bij elkaar te brengen en bezoekt om die reden haar vaders minnares Gail McKinney. Ze maakt gemene opmerkingen naar Gail toe, met als resultaat dat haar vader weigert met haar te praten. Naomi huilt uit bij haar vriendje Ethan.
Dixon en Silver zijn smoorverliefd op elkaar. Dit is geheel tot ongenoegen van Navid, die zich buitengesloten voelt. Silver heeft medelijden met hem en vertelt hem dat ze hem wil koppelen aan een meisje. Op de modeshow wordt ze benaderd door een volwassen man die haar probeert te verleiden. Dixon wordt jaloers en slaat hem. Niet veel later blijkt dat hij de baas achter de modeshow was en ontslaat onmiddellijk Antonio, Debbie's baas.
Annie en Adrianna krijgen een nog grotere hekel aan elkaar als Ryan hen koppelt aan een schoolopdracht. Niet veel later doet Ryan een poging een relatie met Kelly te krijgen, maar zij vertelt dat ze zich wil richten op de relatie met Dylan. Annie, Adrianna en Silver moeten alle drie Debbie helpen met haar opkomende modeshow. Als een producent Annie benadert om haar een auditie aan te bieden, raadt ze hem ook Adrianna aan. Adrianna is haar dankbaar voor haar aardige daad en geeft toe dat ze nooit seks heeft gehad met Ty. Annie is razend op haar, waardoor Adrianna nu ook weer een hekel heeft aan haar.
Als Brenda aankondigt dat ze met Ryan uit zal gaan, wordt Kelly jaloers. Ze beschuldigt haar ervan dat ze probeert opnieuw een relatie met Dylan te krijgen. Brenda verzekert haar ervan dat ze al die bedoelingen niet heeft. Om Kelly's geluk niet in de weg te zitten, vertelt ze Ryan dat ze Beverly Hills wederom zal verlaten.
Annie biedt haar ontschuldigingen aan Ty aan. Ty probeert opnieuw hun relatie op te pakken, maar Annie vertelt dat ze voorlopig niet meer dan vrienden wil blijven. Silver krijgt toestemming in Kelly's appartement te blijven, terwijl zij de stad uit is om zich te richten op haar relatie met Dylan.

## Rolverdeling

### Hoofdrollen
- Rob Estes - Harry Wilson
- Shenae Grimes - Annie Wilson
- Tristan Wilds - Dixon Wilson
- AnnaLynne McCord - Naomi Clark
- Dustin Milligan - Ethan Ward
- Ryan Eggold - Ryan Matthews
- Jessica Stroup - Erin Silver
- Michael Steger - Navid Shirazi
- Lori Loughlin - Debbie Wilson

### Gastrollen
- Jennie Garth - Kelly Taylor
- Shannen Doherty - Brenda Walsh
- Christina Moore - Tracy Clark
- James Patrick Stuart - Charlie Clark
- Adam Gregory - Ty Collins
- Jessica Lowndes - Adrianna Tate
- Maeve Quinlan - Constance Tate-Duncan
- Riley Thomas Stewart - Sammy
- Michael Piccirilli - Antonio Garrett
- Chandra West - Gail McKinney
- Tanc Sade - Tom Marino
- Michael Graziadei - Drugsdealer
- Karina Logue - Reeve Conlon
- Shantel Wislawski - Banafsheh
- Jennifer Tedmori - Gothic